# 奥克尔河畔圣马丹 (卢瓦雷省)
奥克尔河畔圣马丹（法語：Saint-Martin-sur-Ocre，法語發音：[sɛ̃ maʁtɛ̃ syʁ ɔkʁ]）是法国卢瓦雷省的一个市镇，属于蒙塔日区。

## 地名
法语人名在日常人名译名以及《世界人名翻譯大辭典》、《法语姓名译名手册》等主流人名译名类书籍资料中多译作“马丁”，不过在《世界地名翻译大辞典》、《世界地名译名词典》和《法国地图册》等主流地名译名类书籍资料中多译作“马丹”。

## 地理
奥克尔河畔圣马丹（47°39'33"N, 2°39'30"E）面积15.79 平方千米，位于法国中央-卢瓦尔河谷大区卢瓦雷省，该省份为法国中北部省份，北起埃松省，西北接厄尔-卢瓦省，西南接卢瓦-谢尔省，南至涅夫勒省和谢尔省，东临约讷省，东北接塞纳-马恩省。
与奥克尔河畔圣马丹接壤的市镇（或旧市镇、城区）包括：日安、欧特里勒沙泰勒、普瓦伊莱日安、卢瓦尔河畔圣布里松。
奥克尔河畔圣马丹的时区为UTC+01:00、UTC+02:00（夏令时）。

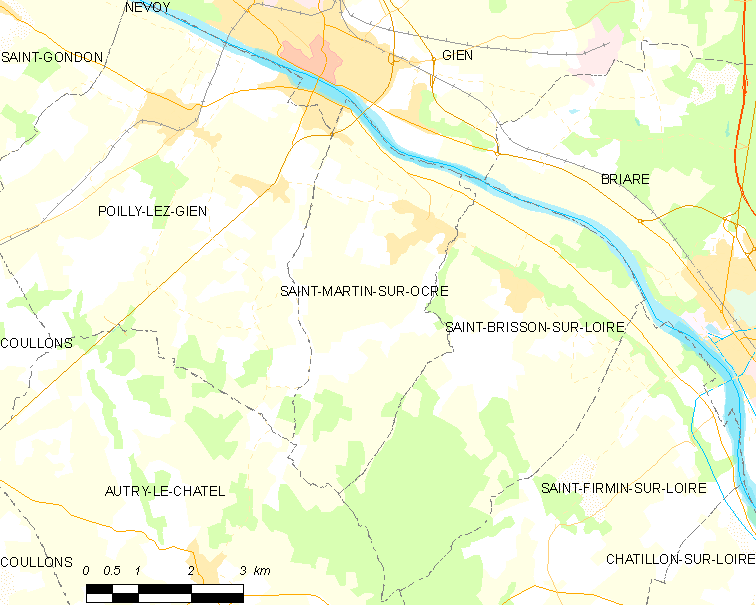
奥克尔河畔圣马丹的OSM定位图

## 行政
奥克尔河畔圣马丹的邮政编码为45500，INSEE市镇编码为45291。

## 政治
奥克尔河畔圣马丹所属的省级选区为卢瓦尔河畔叙利县。

## 人口

1962-2008年间奥克尔河畔圣马丹人口变化图示

奥克尔河畔圣马丹于2022年1月1日时的人口数量为1225人。